# Saint-Porchaire
Saint-Porchaire és un municipi francès situat al departament del Charente Marítim i a la regió de la Nova Aquitània. L'any 2007 tenia 1.573 habitants.

## Demografia

### Població
El 2007 la població de fet de Saint-Porchaire era de 1.573 persones. Hi havia 648 famílies de les quals 165 eren unipersonals (71 homes vivint sols i 94 dones vivint soles), 232 parelles sense fills, 196 parelles amb fills i 55 famílies monoparentals amb fills.
La població ha evolucionat segons el següent gràfic:
Habitants censats

### Habitatges
El 2007 hi havia 752 habitatges, 658 eren l'habitatge principal de la família, 47 eren segones residències i 47 estaven desocupats. 710 eren cases i 37 eren apartaments. Dels 658 habitatges principals, 469 estaven ocupats pels seus propietaris, 175 estaven llogats i ocupats pels llogaters i 14 estaven cedits a títol gratuït; 8 tenien una cambra, 28 en tenien dues, 100 en tenien tres, 229 en tenien quatre i 293 en tenien cinc o més. 466 habitatges disposaven pel capbaix d'una plaça de pàrquing. A 297 habitatges hi havia un automòbil i a 292 n'hi havia dos o més.

### Piràmide de població
La piràmide de població per edats i sexe el 2009 era:
| Homes | Edats   | Dones |
| ----- | ------- | ----- |
| 4     | 95 o +  | 4     |
| 8     | 90 a 94 | 4     |
| 20    | 85 a 89 | 20    |
| 8     | 80 a 84 | 16    |
| 32    | 75 a 79 | 36    |
| 28    | 70 a 74 | 40    |
| 44    | 65 a 69 | 56    |
| 56    | 60 a 64 | 36    |
| 36    | 55 a 59 | 36    |
| 36    | 50 a 54 | 52    |
| 60    | 45 a 49 | 32    |
| 60    | 40 a 44 | 48    |
| 48    | 35 a 39 | 56    |
| 20    | 30 a 34 | 44    |
| 20    | 25 a 29 | 12    |
| 20    | 20 a 24 | 44    |
| 76    | 15 a 19 | 40    |
| 52    | 10 a 14 | 28    |
| 40    | 5 a 9   | 44    |
| 36    | 0 a 4   | 12    |

## Economia
El 2007 la població en edat de treballar era de 896 persones, 689 eren actives i 207 eren inactives. De les 689 persones actives 640 estaven ocupades (337 homes i 303 dones) i 49 estaven aturades (19 homes i 30 dones). De les 207 persones inactives 78 estaven jubilades, 65 estaven estudiant i 64 estaven classificades com a «altres inactius».

### Ingressos
El 2009 a Saint-Porchaire hi havia 662 unitats fiscals que integraven 1.621 persones, la mediana anual d'ingressos fiscals per persona era de 17.290 €.

### Activitats econòmiques
Dels 91 establiments que hi havia el 2007, 3 eren d'empreses extractives, 4 d'empreses alimentàries, 1 d'una empresa de fabricació de material elèctric, 4 d'empreses de fabricació d'altres productes industrials, 14 d'empreses de construcció, 15 d'empreses de comerç i reparació d'automòbils, 6 d'empreses de transport, 6 d'empreses d'hostatgeria i restauració, 3 d'empreses financeres, 4 d'empreses immobiliàries, 12 d'empreses de serveis, 11 d'entitats de l'administració pública i 8 d'empreses classificades com a «altres activitats de serveis».
Dels 31 establiments de servei als particulars que hi havia el 2009, 1 era una oficina d'administració d'Hisenda pública, 1 gendarmeria, 1 oficina de correu, 2 oficines bancàries, 2 tallers de reparació d'automòbils i de material agrícola, 1 autoescola, 3 paletes, 1 guixaire pintor, 1 fusteria, 5 lampisteries, 3 electricistes, 2 perruqueries, 1 veterinari, 1 agència de treball temporal, 2 restaurants, 3 agències immobiliàries i 1 saló de bellesa.
Dels 9 establiments comercials que hi havia el 2009, 1 era un supermercat, 1 una botiga de menys de 120 m², 4 fleques, 1 una llibreria, 1 una botiga de roba i 1 una floristeria.
L'any 2000 a Saint-Porchaire hi havia 27 explotacions agrícoles que ocupaven un total de 590 hectàrees.

## Equipaments sanitaris i escolars
Els 2 equipaments sanitaris que hi havia el 2009 eren farmàcies.
El 2009 hi havia 1 escola maternal i 1 escola elemental. Saint-Porchaire disposava d'un col·legi d'educació secundària amb 414 alumnes.

## Poblacions més properes
El següent diagrama mostra les poblacions més properes.